# Changsha, Kaiping
Changsha (kinesiska:长沙) är ett stadsdelsdistrikt i sydöstra Kina. Det ligger i Kaiping i staden Jiangmen i provinsen Guangdong, omkring 100 kilometer sydväst om provinshuvudstaden Guangzhou. Antalet invånare är 124 829. Befolkningen består av 62 301 kvinnor och 62 528 män. Barn under 15 år utgör 16,0 %, vuxna 15-64 år 76 %, och äldre över 65 år 7,0 %.